# 坂井千春 (ピアニスト)
坂井 千春（さかい ちはる、1961年9月27日-）は、日本のピアニスト。東京芸術大学ピアノ科教授。名古屋音楽大学客員教授。

## 略歴
東京芸術大学音楽学部附属音楽高等学校、同大学ピアノ科を経て同大学院修士課程修了。さらにヨーロッパに渡り、ブリュッセル王立音楽院とパリ・エコールノルマル音楽院でコンサーティスト課程のディプロマを最高位で取得。
これまで、フィルハーモニア管弦楽団をはじめ国内外のオーケストラと共演。
2004年に京都市立芸術大学准教授に、2012年に東京芸術大学准教授にそれぞれ就任。2020年からは東京芸術大学教授を務める。

## 受賞歴
- 2006年 - 青山バロックザール賞
- 1992年 - 出光音楽賞
- 1991年 - ロンドン国際ピアノコンクール優勝
- 1991年 - エリザベート王妃国際音楽コンクールピアノ部門第7位[2]
- 1989年 - ロン＝ティボー国際コンクールピアノ部門第5位
- 1987年 - ポルトガル・ポルト市国際音楽コンクールピアノ部門優勝
- 1986年 - マリア・カナルス・バルセロナ国際音楽演奏コンクールピアノ部門優勝
- 1983年 - 日本音楽コンクールピアノ部門入選